# Araneus nidus
Araneus nidus là một loài nhện trong họ Araneidae.
Loài này thuộc chi Araneus. Araneus nidus được miêu tả năm 1996 bởi Chang-Min Yin & Gong.